# Santa Rita (Aragua)
Santa Rita es una ciudad venezolana, capital del municipio Francisco Linares Alcántara, en el estado Aragua. Está ubicada a 435 m s. n. m. en la cuenca hidrográfica del lago de Valencia, y forma parte de uno de los núcleos del área metropolitana de Maracay. La ciudad de Santa Rita está bordeada por el norte con el caño Colorado y la autopista Regional del Centro y hacia el sur por el río Turmero. Para 2023 tenía una población de 149.158 habitantes.

## Historia

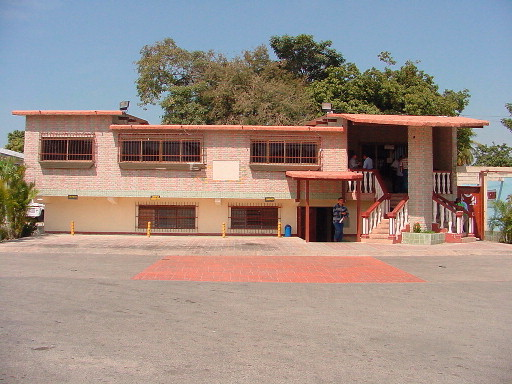
Alcaldía del municipio Francisco Linares Alcánatara.

Los orígenes del municipio datan de la época del General Joaquín Crespo, cuando el General José Rafael Núñez, casado con Doña Rita Sierra, adquirió un lote de tierra y en honor a su esposa le dio el nombre de Santa Rita.
Posteriormente fue adquirida por la familia Muñoz Rueda y finalmente pasaron a manos del benemérito Juan Vicente Gómez.
En 1936, el diputado por Aragua y turmereño, Don Alfredo Pacheco Miranda, solicitó y obtuvo ante el Congreso la confiscación de los bienes del General Juan Vicente Gómez.
Luego cuando fue promulgada la “Ley de la Reforma Agraria” y creado el Instituto Agrario Nacional (I.A.N.) se le anexaron los terrenos de la nación a Santa Rita, esto trajo como consecuencia el reparto de esas tierras a un grupo de campesinos sujetos a la Reforma agraria incluyendo las familias altas asentadas.
Es a partir de aquí, donde nacieron nuevos barrios y caseríos bajo el nombre de Valle de Santa Rita de Cascia que durante mucho tiempo formó parte del municipio Santiago Mariño como Parroquia Santa Rita.
El 16 de diciembre de 1997, cuando se decretó la creación del nuevo municipio, desligando a la parroquia Santa Rita del municipio Santiago Mariño, naciendo así un nuevo municipio denominado Francisco Linares Alcántara, el cual años más tarde contaría con su propia sede, la cual se convierte en una realidad en abril del 2001 y fue inaugurada por disposición del ciudadano alcalde Dr. Hugo R. Peña A., llevando por nombre Alcaldía del municipio Francisco Linares Alcántara.
La segunda zona más importantes del municipio es el sector de Paraparal, parroquia Monseñor Feliciano González que cuenta con la segunda población más numerosa 27.419, y mucha actividad sobre todo en lo artesanal, creada en momentos diferentes como el sector UNO que fue habitada en los años 1981-1982, el sector DOS en el año 1984.

## Límites
- Norte: Limita con el municipio Santiago Mariño y la autopista Regional del Centro de por medio, desde el sitio donde convergen el Caño Colorado y la autopista Regional del Centro, coordenadas N: 1.130.500 – E: 657.700, siguiendo por el rumbo este, hasta llegar al cruce con el canal de desviación del río Turmero, coordenadas N: 1.129.550 – E:664.620.

- Este: Limita con el municipio Santiago Mariño, desde el río Turmero, coordenadas N: 1.129.550 –E: 664.620, hasta llegar al río Aragua, coordenadas N: 1.126.620 –E: 665.720.

- Sur: Limita con los municipios José Ángel Lamas y Libertador, desde el río Aragua, coordenadas N: 126.620 – E: 665.720 siguiendo en sentido oeste hasta llegar a la confluencia con el caño colorado, coordenadas N: 1.128.300 –E: 652.780.

- Oeste: Limita con el municipio Girardot, desde el caño Colorado, coordenadas N: 1.128.300 – E: 652.780, hasta llegar a donde se cruzan el Caño Colorado y la autopista Regional del Centro, coordenadas N: 1.130.500 – E: 657.700.[1]

## Relieve
La ciudad de Santa Rita se encuentra dentro de la Unidad fisiográfica "depresión del lago de Valencia" y específicamente en su planicie central. Su relieve es plano con ligera pendiente hacia el suroeste. La elevación es de unos 428 m s. n. m.

## Clima
El clima presente es pre-montañoso seco en transición al tropical seco. La temperatura promedio anual es de unos 25 °C y con una precipitación media anual de 902 m.m./año.

## Población
En los últimos años la ciudad de Santa Rita ha experimentado un crecimiento acelerado tanto a nivel urbanístico, como comercial e industrial, debido a la falta de espacio físico en Maracay, prácticamente esta unida a la Ciudad Jardín y a Turmero. 
Santa Rita y sus áreas vecinas están siendo usadas como lugares de residencias para muchos trabajadores del propio Santa Rita hasta los polígonos industriales y comerciales de Maracay,  Valencia y Caracas
La ciudad de Santa Rita, está formada por las parroquias no urbanas:
- Santa Rita (Sectores: Santa Rita-Centro, La Morita II, Camburito, Morean Soto, El Valle, El Vallecito, La Avanzada, 5 de julio, 24 de junio, La Participación, La Conquista, El Charral, Coropo I, Coropo II, Coropo III, Rafael Dordellys (La 72), Las Américas, Venezuela, Hugo Peña, Coropo Park, Los Jabillos, Los Próceres, Comunidad Andrés Bello, Comunidad Simón Bolívar, Santa Inés, El Edén, El Remanso, La Arboleda, 12 de octubre, El Museo, 13 de junio, Caridad del Cobre, Las Amazonas, Villas Santa Rita, La Florida, La Guadalupe, Las Delicias (II Etapa), Santa Eduvigis, El Oasis, Rafael Urdaneta, Álvaro Martínez Paiva, Los Chaguaramos, Rómulo Gallegos, La Florida, La Fuerza de Aragua, entre otros)

- Francisco de Miranda (Barrios Francisco de Miranda, Guaruto, Simón Rodríguez y 18 de Mayo)

- Monseñor Feliciano González (Urb. Paraparal).[1]

| Parroquia                   | Población |
| --------------------------- | --------- |
| Santa Rita                  | 82.870    |
| Francisco de Miranda        | 22.944    |
| Monseñor Feliciano González | 27.419    |

Población estimada para el año 2006

Con una variedad de culturas que confluyen en esta ciudad desde la llanera,Andina, Caraqueño y Colombiano en el municipio se encuentra una importante comunidad de inmigrantes colombianos, Árabes,Chinos,y otros como ecuatorianos, peruanos, cubanos y otros 
En cuanto a fenotipo un tercio son blancos,la mitad son mestizos de rasgos variados y una sexta parte son de rasgos negros africanos

## Sitios de Interés Turístico
En Santa Rita se produjo un encuentro de la cultura rural con el auge comercial y el entretenimiento criollo. Eso tiene una explicación histórica y social y queda testimoniado en la dinámica avenida principal de esta comunidad donde el visitante llega para hacer compras, concertar negocios y deleitarse con los platillos de una gastronomía más llanera que central, más rural que urbana. 
Entre los sitios de interés turístico destacan:
- Museo de CANTV
- Iglesia de Santa Rita
- Plaza Bolívar de Santa Rita
- Iglesia de Francisco de Miranda
- Plaza Francisco de Miranda
- La Casona de Santa Rita: hermosa quinta que perteneció al Gral. Juan Vicente Gómez y era lugar de esparcimiento familiar.
- Universidad de Carabobo Núcleo La Morita: La localización de esta casa de estudios en territorio Linarense, tiene una positiva repercusión y motivo a otras actividades que favorecen a los vecinos de esa comunidad, muchos hogares complementan sus ingresos ofreciendo residencia y alimentación a los estudiantes de la casa universitaria. Y en reciprocidad, los miembros de la comunidad participan en las actividades de extensión que organizan los grupos culturales de la UC.

## Festividades
- Ferias Socialistas de Santa Rita de Cascia (En mayo)
- Día de la santa patrona, Santa Rita de Cascia (abogada de los imposibles) (22 de mayo)

## Gastronomía
Al circular por sus calles el visitante queda envuelto en el ambiente musical de los compases inconfundibles del arpa, cuatro y maraca, es decir de la música criolla y popular. En Santa Rita se puede encontrar un tipo de turismo característico y popular, que se reparte en numerosos clubes, centros sociales y restaurantes. Santa Rita aunque no tenga platos autóctonos, destaca por la variedad agricultura y cría que se desarrolla en la región. 
Entre la variedad de platos típicos destacan; el sancocho de res, cachapa con queso de mano, carne en vara, chicharrón de cochino, etc. Además los dulces de coco, conservas y catalinas, entre otros.

## Medios de comunicación

### Televisión
Además de los medios nacionales y regionales, Santa Rita cuenta con su televisora comunitaria Teletambores que puede ser visto en señal libre a través del canal 40 UHF.

### Radio
Las estaciones radiales con las cuales cuenta Santa Rita son de carácter comunitario, destacan 3 estaciones en Santa Rita y 1 la Parroquia Moseñor Feliciano González (Paraparal II) que son:
| 89.1  | Ambiental                                           | Santa Rita (Francisco de Miranda) |
| 105.5 | Radio Sur                                           | Santa Rita (Paraparal)            |
| 91.9  | Infinito                                            | Santa Rita (Urb. El Museo)        |
| 98.3  | Fundación de Radiodifusión Comunitaria “Cultiva FM” | Santa Rita                        |